# Roger Dean
Roger Dean (31 de agosto de 1944) é um ilustrador inglês, notório por seus trabalhos realizados para bandas como Yes e jogos eletrônicos.

## Ilustrações

### Album covers
| Ano  | Artista                           | Álbum                                              |
| ---- | --------------------------------- | -------------------------------------------------- |
| 1968 | The Gun                           | Gun                                                |
| 1969 | Earth and Fire                    | Earth and Fire                                     |
| 1970 | Nucleus                           | Elastic Rock                                       |
| 1970 | Lighthouse                        | Lighthouse                                         |
| 1970 | Dr. Strangely Strange             | Heavy Petting                                      |
| 1970 | Clear Blue Sky                    | Clear Blue Sky                                     |
| 1971 | Osibisa                           | Osibisa                                            |
| 1971 | Keith Tippett Group               | Dedicated to You But You Weren’t Listening         |
| 1971 | Ramases                           | Space Hymns                                        |
| 1971 | Billy Cox                         | Nitro Function                                     |
| 1971 | Osibisa                           | Woyaya                                             |
| 1971 | Pete Dello and Friends            | Into Your Ears                                     |
| 1971 | Yes                               | Fragile                                            |
| 1971 | Atomic Rooster                    | In Hearing of Atomic Rooster                       |
| 1972 | John Dummer Blues Band            | Blue                                               |
| 1972 | Gracious!                         | This Is...Gracious!!                               |
| 1972 | Yes                               | Close to the Edge                                  |
| 1972 | Uriah Heep                        | Demons and Wizards                                 |
| 1972 | Gentle Giant                      | Octopus                                            |
| 1972 | Babe Ruth                         | First Base                                         |
| 1972 | Budgie                            | Squawk                                             |
| 1972 | Third Ear banda                   | Music from Macbeth                                 |
| 1972 | Uriah Heep                        | The Magician's Birthday                            |
| 1973 | Greenslade                        | Greenslade                                         |
| 1973 | Yes                               | Yessongs                                           |
| 1973 | Budgie                            | Never Turn Your Back on a Friend                   |
| 1973 | Yes                               | Tales from Topographic Oceans                      |
| 1973 | McKendree Spring                  | Spring Suite                                       |
| 1973 | Badger                            | One Live Badger                                    |
| 1973 | Greenslade                        | Bedside Manners Are Extra                          |
| 1973 | Snafu                             | SNAFU                                              |
| 1974 | Gravy Train                       | Staircase to the Day                               |
| 1974 | Yes                               | Relayer                                            |
| 1974 | Yes                               | Yesterdays                                         |
| 1975 | Steve Howe                        | Beginnings                                         |
| 1976 | Dave Greenslade                   | Cactus Choir                                       |
| 1977 | John Lodge                        | Natural Avenue                                     |
| 1979 | Steve Howe                        | The Steve Howe Album                               |
| 1980 | Yes                               | Drama                                              |
| 1980 | Yes                               | Yesshows                                           |
| 1981 | Yes                               | Classic Yes                                        |
| 1982 | Asia                              | Asia                                               |
| 1983 | Asia                              | Alpha                                              |
| 1983 | Barry Devlin                      | Breaking Starcodes                                 |
| 1985 | Asia                              | Astra                                              |
| 1989 | It Bites                          | Eat Me in St. Louis                                |
| 1989 | Anderson Bruford Wakeman Howe     | Anderson Bruford Wakeman Howe                      |
| 1990 | Asia                              | Then & Now                                         |
| 1991 | Yes                               | Union                                              |
| 1991 | Steve Howe                        | Turbulence                                         |
| 1991 | Yes                               | Yesyears                                           |
| 1992 | Yes                               | Yesstory                                           |
| 1993 | Anderson Bruford Wakeman Howe     | An Evening of Yes Music Plus                       |
| 1993 |                                   | Symphonic Music of Yes                             |
| 1993 | Rick Wakeman                      | Rick Wakeman’s Greatest Hits                       |
| 1994 | Steve Howe                        | Not Necessarily Acoustic                           |
| 1994 | Asia                              | Aria                                               |
| 1995 | Uriah Heep                        | Sea of Light                                       |
| 1995 | Various artists                   | Tales from Yesterday                               |
| 1996 | Various artists                   | Supernatural Fairy Tales: The Progressive Rock Era |
| 1996 | Yes                               | Keys to Ascension                                  |
| 1996 | Budgie                            | An Ecstasy of Fumbling - The Definitive Anthology  |
| 1997 | The London Philharmonic Orchestra | Us and Them: Symphonic Pink Floyd                  |
| 1997 | Space Needle                      | The Moray Eels Eat The Space Needle                |
| 1997 | Yes                               | Keys to Ascension 2                                |
| 1997 | Yes                               | Open Your Eyes                                     |
| 1997 | The London Symphony Orchestra     | Symphonic Rock: American Classics                  |
| 1997 | The London Symphony Orchestra     | Symphonic Rock: The British Invasion, Vol. 1       |
| 1998 | The London Symphony Orchestra     | Symphonic Rock: The British Invasion, Vol. 2       |
| 1998 | Ad Infinitum                      | Ad Infinitum                                       |
| 1998 | Various artists                   | Yes, Friends and Relatives                         |
| 1998 | Yes                               | Keys to Ascension Volumes 1 and 2                  |
| 1999 | Yes                               | The Ladder                                         |
| 1999 | Rick Wakeman                      | Return to the Centre of the Earth                  |
| 2000 | Various artists                   | Yes, Friends and Relatives Volume 2                |
| 2000 | Yes                               | House of Yes: Live from House of Blues             |
| 2001 | Uriah Heep                        | Acoustically Driven                                |
| 2001 | Yes                               | Keystudio                                          |
| 2001 | Uriah Heep                        | Remasters: The Official Anthology                  |
| 2001 | Atomic Rooster                    | Resurrection                                       |
| 2001 | Asia                              | Aura                                               |
| 2002 | Yes                               | In a Word: Yes (1969–)                             |
| 2002 | Vermilion                         | Flattening Mountains and Creating Empires          |
| 2003 | Birdsongs of the Mesozoic         | The Iridium Controversy                            |
| 2003 | Steve Howe                        | Elements                                           |
| 2004 | Yes                               | The Ultimate Yes: 35th Anniversary Collection      |
| 2005 | Glass Hammer                      | The Inconsolable Secret                            |
| 2005 | Yes                               | The Word Is Live                                   |
| 2006 | Alan White                        | White                                              |
| 2008 | Asia                              | Phoenix                                            |
| 2010 | Asia                              | Omega                                              |

### Capas de Jogos
- 1986 Brataccas, Mindscape Inc./Psygnosis
- 1987 Barbarian, Psygnosis
- 1987 Terrorpods, Psygnosis
- 1988 Baal, Psygnosis
- 1988 Chrono Quest, Psygnosis
- 1988 Obliterator, Psygnosis
- 1989 Shadow of the Beast, Psygnosis/Reflections
- 1989 Stryx, Psyclapse
- 1990 Infestation, Psygnosis
- 1990 Shadow of the Beast II, Psygnosis/Reflections
- 1991 Amnios, Psygnosis
- 1992 Agony, Psygnosis
- 1992 Faceball 2000, Bullet-Proof Software
- 2001 Tetris Worlds, THQ
- 2007 Tetris Splash, Tetris Online, Inc. (title screens)